# Oulad Slama
Oulad Slama (en àrab أولاد سلامة, Ūlād Salāma; en amazic ⵡⵍⴰⴷ ⵙⵍⴰⵎⴰ) és una comuna rural de la província de Kénitra, a la regió de Rabat-Salé-Kenitra, al Marroc. Segons el cens de 2014 tenia una població total de 19.488 persones.